# Portland Museum of Art

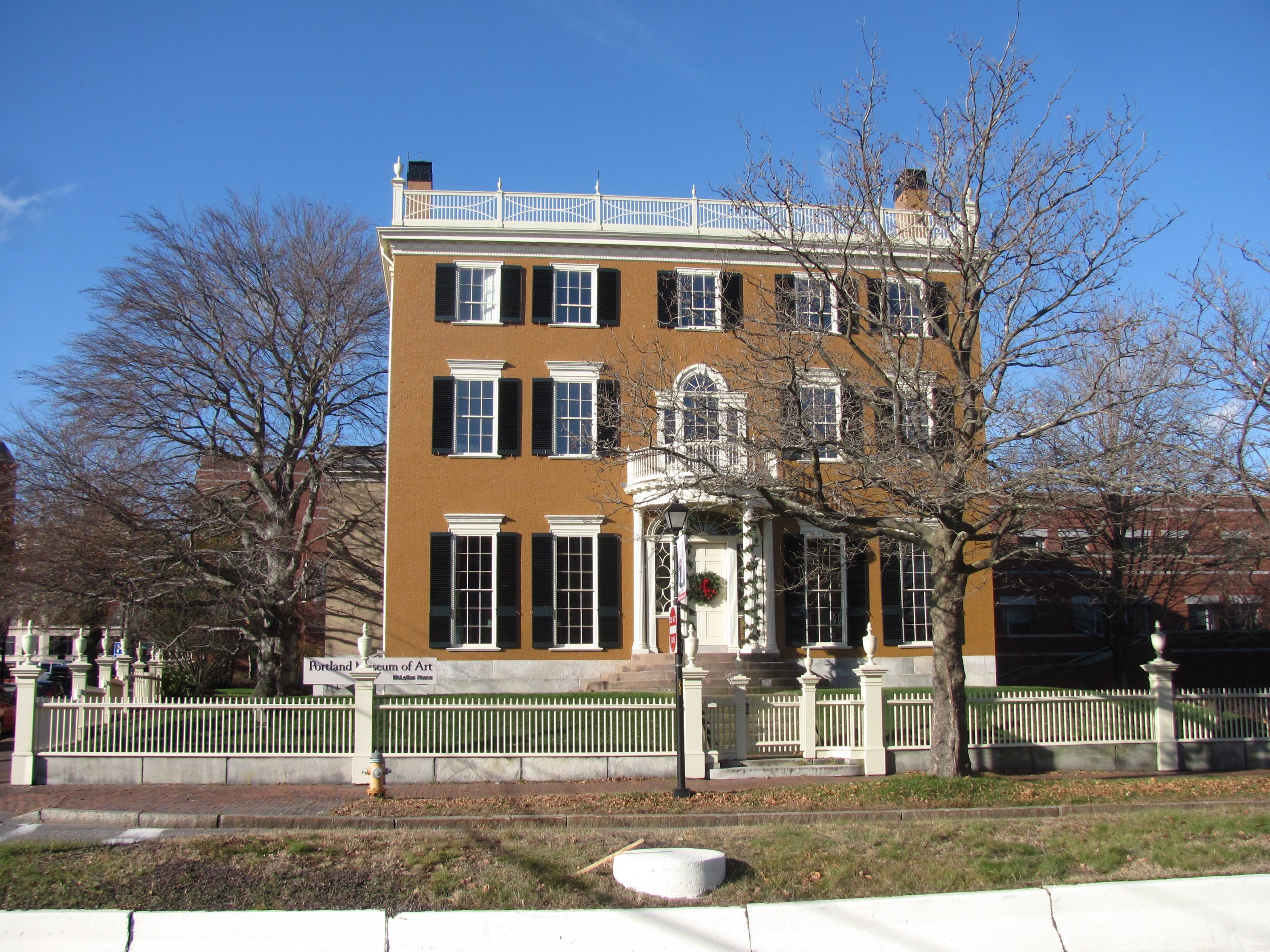
Portland Museum of Art, 2011

Das Portland Museum of Art ist ein Kunstmuseum in Portland, Maine. Mit mehr als 15.000 Kunstwerken vom 18. Jahrhundert bis zur Gegenwart ist es das größte Kunstmuseum im US-Bundesstaat Maine. Schwerpunkte der Sammlung sind Werke von Künstler die in Maine tätig waren, wie Winslow Homer, John Marin, Marsden Hartley und Andrew Wyeth. Neben Arbeiten anderer US-amerikanischer Künstler zeigt das Museum französische Malerei vom Impressionismus bis zum Surrealismus, sowie Objekte des Kunsthandwerk.

## Gebäude
Das heutige Portland Museum of Art geht in seinen Ursprüngen auf die 1882 gegründete Portland Society of Art zurück. Zunächst ohne eigenes Gebäude, zeigte diese Institution bis zum Anfang des 20. Jahrhunderts Kunstausstellungen an verschiedenen Orten in Portland. 1908 vermachte Margaret Jane Mussey Sweat ihr McLellan House genanntes Anwesen dem Museum. Dieses dreistöckige Wohnhaus wurde 1801 unter der Leitung des Architekten John Kimball Senior (1758–1831) im georgianische Stil errichtet. Nach dem Willen der Stifterin durfte dieses Gebäude weder von außen noch die wesentlichen Teile der Inneneinrichtung verändert werden, so dass das McLellan House bis heute beispielhaft die Wohnkultur des 19. Jahrhunderts repräsentiert.
Neben dem McLellan House stellte Margaret Jane Mussey Sweat finanzielle Mittel zur Errichtung eines Galeriegebäudes zur Verfügung, dass nach ihrem Mann, Lorenzo de Medici Sweat, benannt werden sollte. Nach Plänen des Architekten John Calvin Stevens (1855–1940) entstand bis 1911 im Stil des Historismus das L. D. M. Sweat Memorial Galleries genannte Gebäude in direkter Nachbarschaft zum McLellan House.

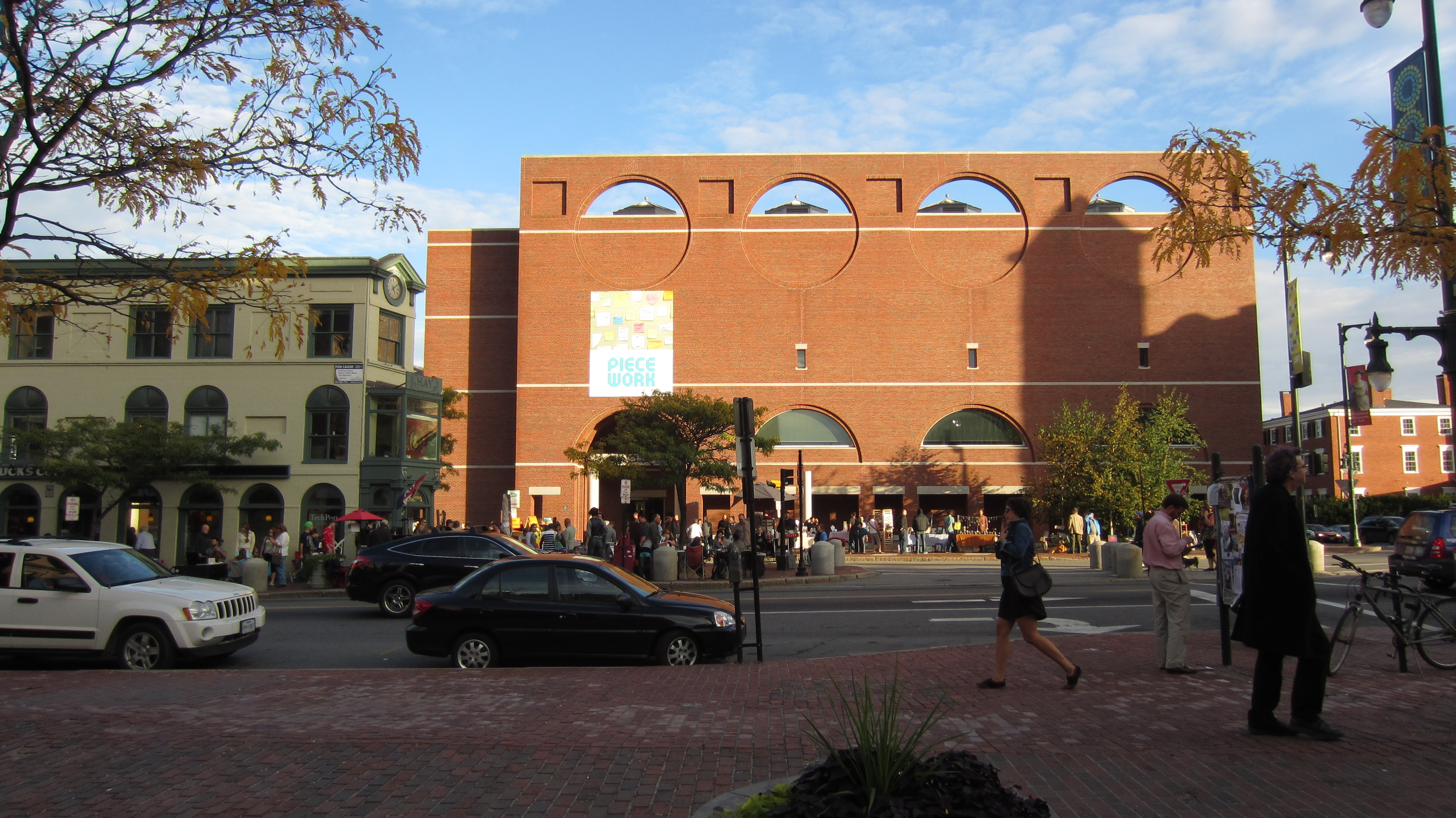
Fassade des Erweiterungsbaus von 1983

1976 vermachte der aus Maine stammende Charles Shipman Payson dem Museum 17 Gemälde von Winslow Homer und stiftete zudem Geld für neue Ausstellungsräume. Henry Nichols Cobb (1926–2020) vom Architekturbüro I. M. Pei & Partners entwarf das jüngste Museumsgebäude. Der nach seinem Stifter Charles Shipman Payson Building genannte Erweiterungsbau konnte 1983 eingeweiht werden. Am 31. Januar 2006 erwarb das Portland Museum of Art das frühere Atelierhaus von Winslow Homer aus dem Besitz der Familie des Künstlers. Die auf der zu Scarborough gehörenden Halbinsel Prouts Neck gelegene langjährige Wirkungsstätte des Künstlers befindet sich etwa 15 Kilometer südlich von Portland und kann im Rahmen von Führungen besichtigt werden.

## Sammlung
Die Sammlung des Portland Museum of Art geht überwiegend auf Stiftungen privater Kunstsammler zurück. Das Museum zeigt Kunst vom 18. Jahrhundert bis zur Gegenwart mit den Hauptsammelgebieten US-amerikanische Kunst mit Schwerpunkt Kunst aus Neuengland, sowie europäische Kunst mit dem Schwerpunkt französische Malerei. Mit mehr als 15.000 Kunstwerken gehört das Museum zu den größten seiner Art in Maine. Dieser Werkblock erhielt 1991 durch 400 grafische Arbeiten des Künstlers aus der Sammlung von Peggy und Harold Osher eine wesentliche Erweiterung.
1979 erhielt das Museum mehr als 50 Gemälde US-amerikanischer Künstler vom Beginn des 20. Jahrhunderts, die als Hamilton Easter Field Art Foundation Collection Eingang in die Sammlung fanden. Zu den Künstlern dieser Stiftung gehören George Ault, Peggy Bacon, Stuart Davis, Marsden Hartley, Yasuo Kuniyoshi und Robert Laurent. Aus der Elizabeth B. Noyce Collection gelangten 1996 Gemälde von George Bellows, Alfred Thompson Bricher, Abraham Walkowitz, Andrew Wyeth, James Wyeth, Childe Hassam und Fitz Hugh Lane in den Museumsbestand.
Andere US-amerikanische Künstler in der Sammlung des Museums sind Harrison Bird Brown, Charles Codman, Charles Octavius Cole, John Greenleaf Cloudman, Charles Frederick Kimball, Benjamin Paul Akers, Franklin Simmons, Frederic Edwin Church, Alex Katz, Rockwell Kent, John Singer Sargent, Albert Bierstadt, Mary Cassatt und Louise Nevelson.
Drei Sammlungen europäischer Malerei zeigen einen Überblick vom französischen Impressionismus über den deutschen Expressionismus bis hin zu Kunstwerken der klassischen Moderne. Aus der The Scott M. Black Collection kommen beispielsweise fünf Skulpturen von Auguste Rodin, sowie Gemälde von Paul Cézanne, Fernand Léger, Joan Miró, Claude Monet, Pablo Picasso, Paul Signac, René Magritte, Théo van Rysselberghe, Camille Pissarro, Georges Braque, Giorgio de Chirico, Jean Arp und  Maximilien Luce. Die Albert Otten Collection, die sich seit 1993 im Museum befindet, zeigt vornehmlich Kunstwerke aus der ersten Hälfte des 20. Jahrhunderts. Hierunter befinden sich die Gemälde Mai von Paul Klee, Früher Morgen von Max Pechstein und  Stramm von Wassily Kandinsky, sowie die Skulptur Position de quatrième devant sur la jambe gauche  von Edgar Degas.
Aus der Sammlung der Ehefrau von Charles Shipman Payson stammt die Joan Whitney Payson Collection. Seit 1991 befinden sich aus dieser Sammlung Werke des Impressionismus und Spätimpressionismus im Museum. Hierunter befinden sich Gemälde wie Temps d’Orage à Etretat von Gustave Courbet, Confidences von Pierre-Auguste Renoir, Paysage à Saint-Cloud von Paul Gauguin und Rhododendrons, Boston Public Gardens von Maurice Brazil Prendergast.

## Ausgestellte Werke
(Auswahl)

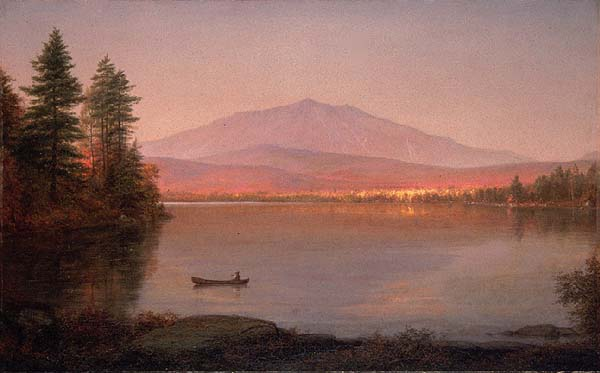
Frederic Edwin Church: Mount Katahdin from Millinocket Camp
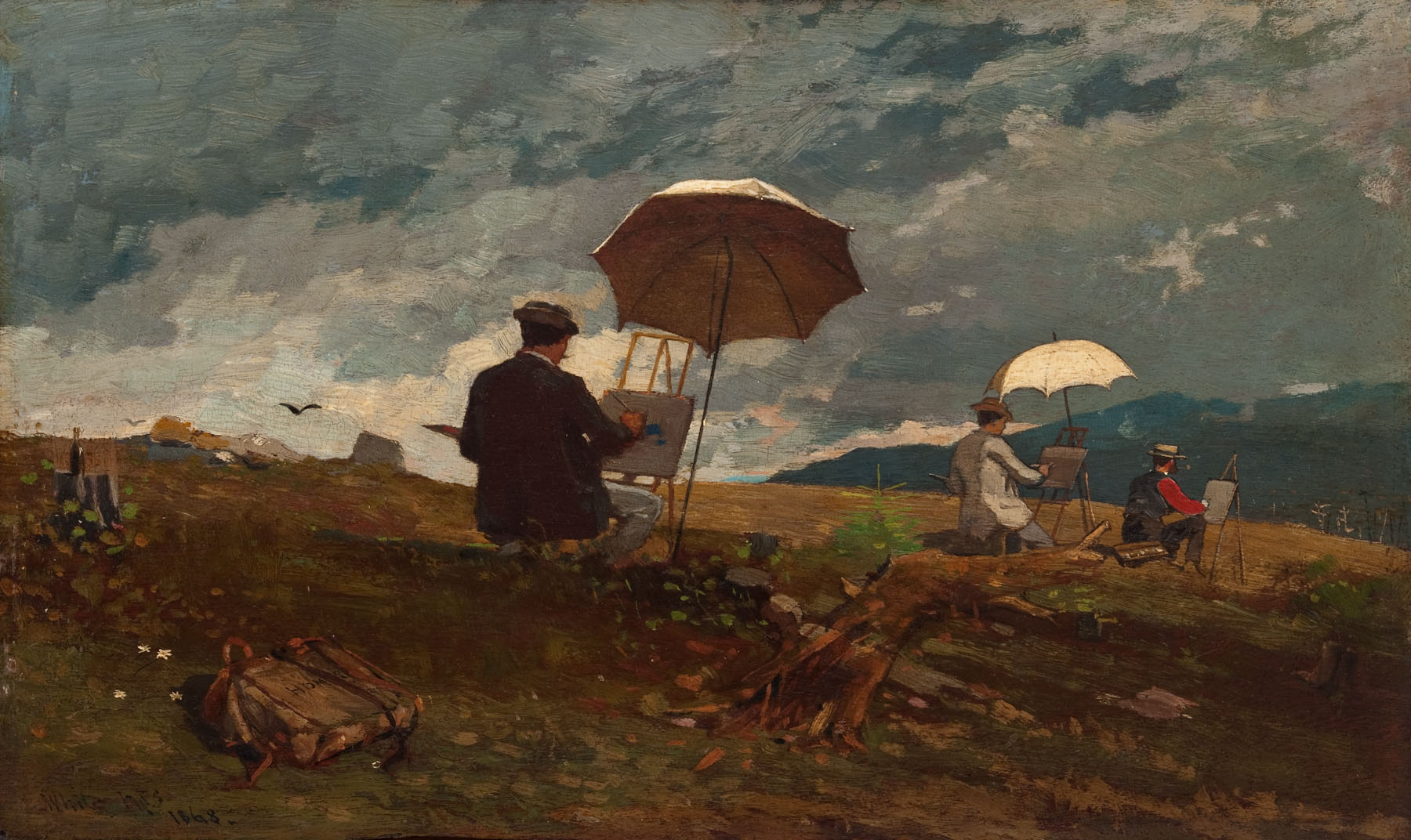
Winslow Homer: Artists Sketching in the White Mountains
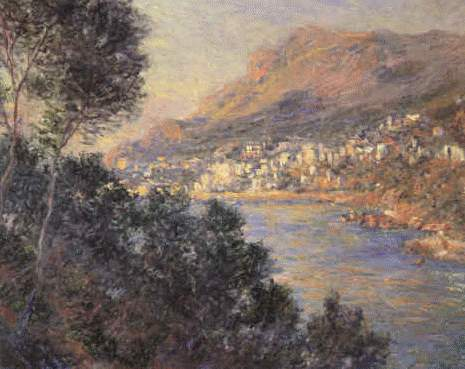
Claude Monet: Monte Carlo vu de Roquebrune
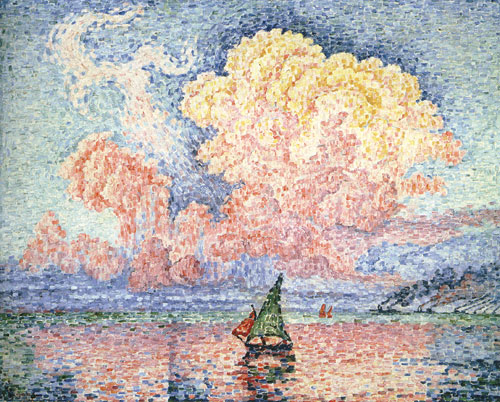
Paul Signac: Die rosa Wolke, Antibes